# Favé (rappeur)
Pour les articles homonymes, voir Favé.
Favé est un rappeur et chanteur français, né le 21 octobre 2004. Il s'est notamment fait connaître avec ses trois singles Urus, No lèche et Flashback, tous trois certifiés Diamant.

## Biographie
D'origine colombienne, Favé naît le 21 octobre 2004. C'est à Saint-Leu-La-Forêt dans le Val-d'Oise où il grandit qu'il réussit à trouver son nom de scène, Favé, qui vient de la contraction du surnom qu'un aîné de son quartier lui a donné, Favéla.
En mars 2020, durant le confinement consécutif la pandémie de Covid-19, Favé s'essaye au rap, depuis sa chambre, en écrivant un texte sur son téléphone, qu'il partage ensuite à ses amis. Il profite du confinement pour perfectionner son rap. En mai 2021, Favé poste Freestyle tape composé de cinq freestyles sur SoundCloud. Son Freestyle 5 lui permet de se faire remarquer.

### Carrière

#### Urus,F4etNo Lèche(2022-2023)
Le 12 octobre 2022, Favé sort le single et le clip d'Urus une musique dans le style Jersey Drill, qui deviendra single de diamant, le son le plus streamé de sa carrière avec un total de 127 millions de streams, dévoile Favé au grand public.
En janvier 2023, il dévoile F4, son premier EP, composé de cinq titres dont les single Urus. Le projet est certifié disque d'or le 15 mai 2025.
Le 15 mars 2023, il apparaît aux côtés de Kerchak et Leto sur le single No Lèche de Gazo, le titre a été certifié disque de platine en février 2024.

#### Il le fallaitetNouvelle École(2023-2024)
Le 15 septembre 2023, il publie Flashback en collaboration avec Gazo, qui deviendra disque de platine en 3 mois, avec succès le son atteint la barre des 41 millions d'écoutes sur Spotify et deviendra le deuxième son le plus écouté de sa carrière, derrière Urus.
En septembre 2023, pour promouvoir son tout premier album, Il le fallait avec plus de 9 500 ventes en première semaine, il lance le « Favé University Tour ». Il fait escale dans plusieurs campus d'universités françaises dans différentes villes, dont Lille (Polytech Lille), Paris, Cergy, Lyon (Lyon 2) et Marseille, où il donne des showcases[réf. souhaitée] avant la sortie de son album en octobre 2023.
En mai 2024, son premier album Il le fallait a été certifié disque d'or en France.
En juillet 2024, Favé apparaît dans la saison 3 de la série télévisée de Netflix, Nouvelle École, en tant qu'invité. Il rappe avec le candidat Dadi, sur le morceau Flashback.

### Influences
Favé cite XVBARBAR, Gradur, Ateyaba, PSO Thug, DJ Bellek comme ses influences musicales.

### Vie privée

#### Agression physique
Le 8 mars 2025, il est victime d'un violent passage à tabac au Mans par plusieurs individus,, et des vidéos de cette agression tournent sur les réseaux sociaux. Une enquête de police est ouverte.

## Discographie

### Singles
| Année | Titre                        | Meilleure position | Meilleure position | Meilleure position | Certifications            | Album         |
| Année | Titre                        | FR                 | WAL                | SUI                | Certifications            | Album         |
| ----- | ---------------------------- | ------------------ | ------------------ | ------------------ | ------------------------- | ------------- |
| 2021  | Sommet                       | —                  | —                  | —                  | —                         | —             |
| 2021  | cote passager                | —                  | —                  | —                  | —                         | —             |
| 2022  | Mercedes                     | —                  | —                  | —                  | - France (SNEP) : Or      | —             |
| 2022  | Mode Avion                   | —                  | —                  | —                  | - France (SNEP) : Or      | —             |
| 2022  | Urus                         | 9                  | 50                 | —                  | - France (SNEP) : Diamant | F4            |
| 2023  | +de sous (avec Guy2Bezbar)   | 169                | —                  | —                  | —                         | F4            |
| 2023  | Toxic                        | 61                 | —                  | —                  | —                         | F4            |
| 2023  | J'aime pas perdre #Freestyle | —                  | —                  | —                  | —                         | —             |
| 2023  | Vibes                        | 118                | —                  | —                  | - France (SNEP) : Or      | Il le fallait |
| 2023  | Flashback (avec Gazo)        | 2                  | 9                  | 44                 | - France (SNEP): Diamant  | Il le fallait |
| 2023  | Favela (avec So La Lune)     | 45                 | —                  | —                  | —                         | Il le fallait |
| 2023  | Il le fallait                | 90                 | —                  | —                  | —                         | Il le fallait |
| 2023  | Moment de galère             | 115                | —                  | —                  | —                         | Il le fallait |
| 2023  | Invisible                    | 161                | —                  | —                  | —                         | Il le fallait |
| 2023  | Nuages                       | 154                | —                  | —                  | —                         | Il le fallait |
| 2023  | Dernière chance              | 143                | —                  | —                  | —                         | Il le fallait |
| 2023  | Super fave 3D                | 193                | —                  | —                  | —                         | Il le fallait |
| 2023  | En vrai                      | 134                | —                  | —                  | —                         | Il le fallait |
| 2023  | Gmail                        | 79                 | —                  | —                  | —                         | Il le fallait |
| 2023  | C.F.M.                       | —                  | —                  | —                  | —                         | Il le fallait |
| 2023  | Encore                       | —                  | —                  | —                  | —                         | —             |

### Apparitions
2021 : 
- Jenisjay avec Favé & Alphvraon - Lil Jenis (sur l'album Pluglitwave)

2022 : 
- Kerchak - Génération Miracle (sur l'album Confiance)

2023 : 
- Ghost Killer Track - Business Man (sur l'album Que de l’amour)
- J2Lasteu - Flou (sur l'album J2 Corp)
- Favé & Houdi - Pas les mots (sur l'album Miel du média Raplume)
- Gazo avec Leto, Favé & Kerchak - No Lèche  Platine[24],[25]

2024 : 
- ArrDee - Time

2025 :
- DVM avec Favé & La Mano 1.9 - No Stress

## Distinctions
| Année | Cérémonie   | Travail nommé | Catégorie                       | Résultat |
| ----- | ----------- | ------------- | ------------------------------- | -------- |
| 2024  | Les Flammes | Favé          | Flamme de la révélaton maculine | Lauréat  |